# Aileen Geving
Aileen Miranda Geving (Duluth, 13 de febrero de 1987) es una deportista estadounidense que compite en curling.
Ganó una medalla de bronce en el Campeonato Mundial de Curling Femenino de 2021. Participó en dos Juegos Olímpicos de Invierno, ocupando el octavo lugar en Pyeongchang 2018 y el sexto en Pekín 2022, en la prueba femenina.

## Palmarés internacional
| Campeonato Mundial | Campeonato Mundial | Campeonato Mundial | Campeonato Mundial |
| Año                | Lugar              | Medalla            | Prueba             |
| ------------------ | ------------------ | ------------------ | ------------------ |
| 2021               | Calgary (Canadá)   | Medalla de bronce  | Equipo             |